# Walthon de Andrade Goulart
Walthon de Andrade Goulart foi um político brasileiro do estado de Minas Gerais. Foi deputado estadual em Minas Gerais durante o período de 1955 a 1971 (3ª à 6ª legislatura), sendo as três primeiras pela UDN e a última pela ARENA.
WALTHON DE ANDRADE GOULART
Nascido em 17 de maio de 1921
Falecido em 24 de julho de 1986
	Walthon de Andrade Goulart, nascido em Santo Antonio do Glória, na época distrito de Muriaé, em 17/05/1921, filho de Maria Garcia Goulart e do fazendeiro Abeilard de Andrade Goulart. Foi casado com Marly Pires Goulart e o casal teve 3 filhos: Hélio Abeilard Pires Goulart, Walthon de Andrade Goulart filho e Aparecida Pires Goulart. Fez seus estudos secundários na Atheneu São Paulo, em Muriaé, e foi para o Rio cursar a Escola de Cadetes da Aeronáutica, onde foi piloto de caça e instrutor de várias turmas. Serviu depois em Barbacena, como professor da Escola Preparatória de Cadetes, tendo sido reformado como Capitão e posteriormente Major. Formou-se em direito pela Faculdade de Niterói em 1959. 
	Quando ainda era Capitão da Aeronáutica veio a Muriaé de avião buscar um dos responsáveis pelo desastrado atentado ao Deputado Carlos Lacerda. O marginal foi preso no nosso município. O atentado foi articulado pelo Guarda-costas do presidente Getúlio Vargas Gregório Fortunato, chamado de "Anjo Negro". Esta desastrada operação agravou a crise política que culminou com o suicídio de Vargas. Lacerda saiu apenas ferido do atentado, que teve como vítima fatal o major-aviador Rubens Florentino Vaz.
	Foi sob a ideologia de liberdade com segurança do Brigadeiro Eduardo Gomes e o legalismo liberal da UDN que ele entrou na Política representando a região de Muriaé como Deputado Estadual por 4 vezes: na 3ª legislatura (de 1955 a 1959), na 4ª legislatura (de 1959 a 1963), na 5ª legislatura (de 1963 a 1967) e na 6ª legislatura (de 1967 a 1971) já como integrante da Arena - Aliança Renovadora Nacional. Foram 16 anos em que a região de Muriaé começou a se sentir parte do mapa político e imediatamente beneficiária dos projetos do governo.
	Conhecedor profundo dos problemas municipais, das questões de infra-estrutura às de comércio, indústria e justiça social, intelectual e arguto interpretador de leis, prestou sua colaboração em todas as áreas do Legislativo.
	Foi Presidente da Assembléia Legislativa de Minas Gerais por duas legislaturas: em 1963 e 1964, um período especialmente difícil na vida política nacional, quando se fazia a transição para o regime militar. Como presidente da Assembléia iniciou a construção da sede atual, o Palácio Inconfidência, e viabilizou recursos para seu término. Em todos estes anos, apresentou projetos de grande relevância para Minas Gerais e principalmente sua cidade natal, Muriaé. Participou ativamente também de 33 Comissões Especiais Legislativas, seja como efetivo ou como suplente.
	Esse homem de formação militar e disciplina liberal, apoiou o regime ditatorial do golpe de 64 e desacreditou dele quando o elo governo e sociedade foi rompido.
	Ficou famosa na carreira do deputado Walthon Goulart a história dos líderes de uma pequena cidade que o procuraram para pedir a manutenção de um soldado envolvido em um crime, que a oposição queria afastar. Em jogo estavam os seus votos de majoritário, sempre conseguidos no município às custas de uma seqüência de obras realizadas graças às suas relações com o governador Magalhães Pinto. O deputado se recusou e teve apenas dois votos nas eleições seguintes. Esta postura, que se negava a interesses imediatos para enxergar a política com olhos mais largos, era a comum desse piloto da Aeronáutica que pautou sua vida pelo reconhecimento da lei e da justiça, acima das mudanças temporárias.
Foi Presidente da Fundação Pandiá Calógeras, mantenedora da Rádio Inconfidência, e Diretor Administrativo do Instituto Estadual de Florestas. Foi também Assessor Especial da Secretaria de Estado da Cultura.
Foi diretor da Gazeta de Muriaé por 4 anos no período de 1957 a 1960.
	Por todos os cargos que ocupou na sua vida pública, soube desempenhar as funções com capacidade, honradez e dignidade. Deixou registrado nos anais da história administrativa um exemplo de homem público dos mais dignos e honestos, o que configura um ideal nobre que deve ser imitado por todos.
	Em homenagem à sua memória e em agradecimento ao seu diário e incansável trabalho pela região a que se dedicou com amor e devotamento de um grande filho, a praça do Bairro São Francisco na cidade de Muriaé recebeu o nome de Praça Deputado Walthon Goulart pela lei número 1.139 de 1986.